# Droga wojewódzka 190
Die Droga wojewódzka 190 (DW 190) ist eine 104 Kilometer lange Droga wojewódzka (Woiwodschaftsstraße) in der polnischen Woiwodschaft Großpolen, die Krajenka mit Gniezno verbindet. Die Straße liegt im Powiat Złotowski, im Powiat Pilski, im Powiat Chodzieski, im Powiat Wągrowiecki und im Powiat Gnieźnieński.

## Straßenverlauf
Woiwodschaft Großpolen, Powiat Złotowski
- 000 km  Krajenka (Krojanke) (DW 188)

Woiwodschaft Großpolen, Powiat Złotowski
- 020 km  Pobórka Wielka (Groß Poburke)
- 027 km  Tunnel, Białośliwie (Bialosliwe) (Bahnstrecke Kutno–Piła Główna)

Woiwodschaft Großpolen, Powiat Chodzieski
- 034 km  Szamocin (Samotschin) (DW 193)
- 038 km  Tunnel, Młynary (Müllerfelde) (Bahnstrecke Gołańcz–Chodzież)
- 041 km  Margonin (DW 193)

Woiwodschaft Großpolen, Powiat Wągrowiecki
- 062 km  Wągrowiec (Wangrowiec) (DW 241)
- 074 km  Tunnel, Mieścisko (Markstädt) (Bahnstrecke Janowiec Wielkopolski–Skoki)

Woiwodschaft Großpolen, Powiat Gnieźnieński
- 105 km  Gniezno (Gnesen) (DW 241)